# 美山加戀
美山加戀（1996年12月12日—），日本女演員、聲優，出身於東京都，所屬經紀公司為Horipro。

## 略歷
美山六歲時即作為兒童演員出道，首部參演的作品為舞台劇《晴天娃娃的照子小姐》。2004年，於電視劇《我和她們的生存之道》中飾演主角草彅剛的女兒，一舉被譽為「天才兒童演員」而受到矚目，並獲頒日劇學院賞最佳女配角與新人演員。此後演出眾多電視劇、電影和舞台劇，2012年首次主演舞台劇《神明的摩天輪》（神様の観覧車），2016年首度挑戰出演音樂劇《終結的熾天使》，同年也跨足聲優界，擔任日本電視台電視動畫《最終騎士》的部分配音工作，同時擔綱主持直播節目《美山加戀的最終騎士!!》（美山加恋のエンドライブ!!）（AbemaTV）。2017年，成為電視動畫《KiraKira☆光之美少女 A La Mode》主角宇佐美一花／奶油天使的配音員。2018年為Aikatsu 的新作Aikatsu friends蝶乃舞花配音。
以聲優及演員並存作為目標，在小學時期與聲優小倉唯是一起受訓的朋友。
興趣是看動畫、漫畫。特技為製作糕點、草裙舞和韓語。三歲時因為喜歡跳舞而學習草裙舞，同時也為了瘦腰。此外，由於得到出演韓國電視劇《IRIS》的邀請，因而開始學習韓語，程度已達能夠進行日常對話。

## 演出

### 電視劇
| 日本播放日期             | 名稱                                           | 電視台         | 角色名稱                              | 備註          |
| ------------------------ | ---------------------------------------------- | -------------- | ------------------------------------- | ------------- |
| 2003年7月4日－9月12日    | Stand UP!!                                     | TBS            | 大和田千繪（幼年）                    | 第1&3集       |
| 2004年9月7日             | 毛骨悚然撞鬼經驗 '04 夏季特別篇 「那日的約定」 | 富士電視台     | 小島美智留                            |               |
| 2004年9月20日            | 奇幻世紀 秋季特別篇 「地獄人滿了」             | 富士電視台     | 少女                                  |               |
| 2005年10月17日－12月19日 | 危險大家姐                                     | 富士電視台     | 皆川麻實                              |               |
| 2006年4月3日－4月10日    | 純情閃耀                                       | NHK            | 有森櫻子（幼少期）                    | 第1話 - 第6話 |
| 2006年4月18日            | 福星高照小丸子                                 | 富士電視台     | 穗波玉                                |               |
| 2006年10月31日           | 小丸子上電視                                   | 富士電視台     | 穗波玉                                |               |
| 2007年3月12日－6月1日    | 砂時計                                         | TBS            | 水瀨杏（少女期）                      |               |
| 2007年10月12日－12月14日 | 抹布女孩                                       | 朝日電視台     | 長谷川桃子（少女期）                  |               |
| 2008年1月6日             | 怨屋本舖 特別篇 「家族之闇影 怪物家族」        | 東京電視台     | 白川美咲                              |               |
| 2008年8月28日－10月2日   | 貓街                                           | NHK            | 青山惠都（少女期）                    |               |
| 2009年10月14日－12月17日 | IRIS                                           | KBS            | 優紀                                  | 第3,6-8集     |
| 2010年4月2日－10月1日    | 大魔神華音                                     | 東京電視台     | 余瀨克拉拉                            | 第16,17,26集  |
| 2010年7月7日‑9月18日     | 美丘-你在此的每天-                             | NTV            | サヤカ                                | 第6集         |
| 2010年10月12日－12月21日 | Guilty～與惡魔訂契約的女人                     | 關西電視台     | 松永美咲                              | 第2-3集       |
| 2011年8月21日－9月18日   | 下町火箭                                       | WOWOW          | 佃利菜                                |               |
| 2012年10月6日－12月19日  | 高中入學考                                     | 富士電視台     | 芝田麻美                              |               |
| 2013年4月9日－6月18日    | 鴨，去京都。～老牌旅館的老闆娘日記～           | 富士電視台     | 大場弓香                              |               |
| 2013年8月10日－9月28日   | 山田君與7人魔女                                | 富士電視台     | 大塚芽子                              |               |
| 2015年6月27日－7月18日   | 愛吃拉麵的小泉同學                             | 富士電視台     | 大澤悠                                |               |
| 2016年1月4日             | 愛吃拉麵的小泉同學 2016新春SP                  | 富士電視台     | 大澤悠                                |               |
| 2016年12月30日           | 愛吃拉麵的小泉同學 2016年末SP                  | 富士電視台     | 大澤悠                                |               |
| 2019年3月4日             | Trace～科搜研的男人                            | 富士電視台     | 胡桃沢綾乃                            | 第9話         |
| 2019年9月29日－10月6日   | 假面騎士ZERO-ONE                               | 朝日電視台     | 香菜澤賽娜/多澤堇/ガエルマギア （声） | 第5/6話       |
| 2019年12月18日           | 同期的櫻                                       | 日本電視台     | 花村建設的新内定者                    | 最終話        |
| 2020年2月7日             | 請不要在病房裡念經                             | TBS            | 長沢沙織                              | 第4話         |
| 2021年3月7日             | 小說家偵探 鍋島仙太                            | BS日視         | 小野優花                              | 第1話         |
| 2022年4月8日－6月24日    | 花嫁未滿ESCAPE                                 | 東京電視台     | 堀田マミ                              |               |
| 2022年4月11日            | 全然在未知的城市裡漫遊 Season2                 | 富士電視台     | メグミ                                | 最終話        |
| 2022年4月26日－6月28日   | 接待的JOE                                      | 日本電視台     | 熊本淑子                              |               |
| 2023年1月7日－1月28日    | 花嫁未滿ESCAPE 完結篇                          | 東京電視台     | 堀田マミ                              |               |
| 2023年7月9日－9月24日    | around 1/4                                     | 朝日放送電視台 | 平田早苗                              |               |
| 2024年1月13日－3月30日   | 偶像失格                                       | BS松竹東急     | 山田咲良                              |               |
| 2024年2月13日            | 正直不動產2                                    | NHK            | 清川明日美                            | 第6話         |
| 2024年7月9日－7月10日    | 如虎添翼                                       | NHK            | 福田瞳                                |               |
| 2024年10月25日－12月27日 | 在死亡遊戲中等你                               | 關西電視台     | 木野まどか                            |               |
| 2025年4月9日－6月18日    | 三人夫婦                                       | TBS            | 天滿小夜                              |               |
| 2025年7月11日            | 能面檢察官                                     | 東京電視台     | 八木沢史華                            | 第1話         |

### 電影
- 藉著雨點說愛你（2004年10月30日，東寶）彩
- 劇場版零～ZERO～（日语：零 〜ゼロ〜 女の子だけがかかる呪い#劇場版 零 ゼロ） （2014年9月28日，KADOKAWA）菊之辺イツキ

### 電視動畫
- 丸太的冒險（2014年10月4日‑12月20日，KIDS STATION）旁白
- 最終騎士（2016年4月2日－9月25日，日本電視台）艾莉西亞[7]
- 魔法使 光之美少女！（2017年1月29日，朝日放送）宇佐美一花／奶油天使
- KiraKira☆光之美少女 A La Mode（2017年2月5日－2018年1月28日，朝日放送）宇佐美一花／奶油天使[8]
- 偶像活動Friends！（2018年4月5日‑，東京電視台）蝶乃舞花[9]
- HUG! 光之美少女（2018年10月14日‑10月21日，朝日放送）宇佐美一花／奶油天使[10]  第36-37话
- 開闊天空！光之美少女（2023年4月23日）宇佐美一花／奶油天使

### OVA
2018年
- 牽牛花與加瀨同學

### 劇場動畫
- 火影忍者劇場版：大活劇！雪姬忍法帖！！（2004年8月21日，東寶）風花小雪（幼年）
- 給小桃的信（2012年4月21日，角川映畫）宮浦桃
- 光之美少女 Dream Stars!（2017年3月18日，東映）宇佐美一花／奶油天使
- 電影 KiraKira☆光之美少女 A La Mode 法式千層酥的回憶清脆出爐！（2017年10月28日，東映）宇佐美一花／奶油天使
- 光之美少女 Super Stars!（2018年3月17日，東映）宇佐美一花／奶油天使[11]
- FLCL Alternative（2018年9月7日，東寶） - 河本加奈[12]
- HUG！光之美少女♡光之美少女 All Stars Memories（2018年10月27日，東映）宇佐美一花／奶油天使[13]
- 光之美少女 Miracle Universe（2019年3月16日，東映）宇佐美一花／奶油天使[14]

### 遊戲
- ENDRIDE ～X fragments～（2016年11月24日，Cyber Agent）艾莉西亞
- 魔法使與黑貓維茲（2017年3月，Colopl（日语：コロプラ））艾妮
- 光之美少女 消除遊戲（日语：プリキュア つながるぱずるん）（2017年3月，万代南梦宫娱乐）宇佐美一花／奶油天使

## 外部連結
- 官方网站
- 美山加恋オフィシャルブログ （页面存档备份，存于）
- 美山加戀的X（前Twitter）
- 美山加戀的Instagram帳戶